# Estnische Badmintonmeisterschaft 2023
Die Estnische Badmintonmeisterschaft 2023 fand vom 2. bis zum 5. Februar 2023 in Tartu statt. Es war die 59. Austragung der Titelkämpfe.

## Medaillengewinner
| Disziplin    | Gold                            | Silber                    | Bronze                           |
| ------------ | ------------------------------- | ------------------------- | -------------------------------- |
| Herreneinzel | Karl Kert                       | Raul Must                 | Tauri Kilk                       |
| Dameneinzel  | Kristin Kuuba                   | Ramona Üprus              | Catlyn Kruus                     |
| Herrendoppel | Kristjan Kaljurand Raul Käsner  | Mikk Järveoja Karl Kert   | Marcus Lõo Mikk Õunmaa           |
| Damendoppel  | Kati-Kreet Marran Helina Rüütel | Catlyn Kruus Ramona Üprus | Kertu Margus Editha Schmalz      |
| Mixed        | Raul Käsner Kati-Kreet Marran   | Mikk Õunmaa Ramona Üprus  | Kristjan Kaljurand Helina Rüütel |